# 二生村
二生村（にぶそん）は、香川県小豆郡にあった村。
村役場はその後、JA香川県二生出張所になっている。

## 歴史
- 1890年2月15日 - 町村制施行に伴い、小豆郡二面村・室生村が合併し、二生村となる。
- 1954年10月1日 - 池田町・三都村と新設合併し、改めて池田町が発足。同日付で二生村が廃止。